# Johann III von Blankenfeld
 (mai 2021).
La mise en forme du texte ne suit pas les recommandations de Wikipédia : il faut le « wikifier ».
Les points d'amélioration suivants sont les cas les plus fréquents :
- Les titres sont pré-formatés par le logiciel. Ils ne sont ni en capitales, ni en gras.
- Le texte ne doit pas être écrit en capitales (les noms de famille non plus), ni en gras, ni en italique, ni en « petit »…
- Le gras n'est utilisé que pour surligner le titre de l'article dans l'introduction, une seule fois.
- L'italique est rarement utilisé : mots en langue étrangère, titres d'œuvres, noms de bateaux, etc.
- Les citations ne sont pas en italique mais en corps de texte normal. Elles sont entourées par des guillemets français : « et ».
- Les listes à puces sont à éviter, des paragraphes rédigés étant largement préférés. Les tableaux sont à réserver à la présentation de données structurées (résultats, etc.).
- Les appels de note de bas de page (petits chiffres en exposant, introduits par l'outil «  Source ») sont à placer entre la fin de phrase et le point final[comme ça].
- Les liens internes (vers d'autres articles de Wikipédia) sont à choisir avec parcimonie. Créez des liens vers des articles approfondissant le sujet. Les termes génériques sans rapport avec le sujet sont à éviter, ainsi que les répétitions de liens vers un même terme.
- Les liens externes sont à placer uniquement dans une section « Liens externes », à la fin de l'article. Ces liens sont à choisir avec parcimonie suivant les règles définies. Si un lien sert de source à l'article, son insertion dans le texte est à faire par les notes de bas de page.
- La présentation des références doit suivre les conventions bibliographiques. Il est recommandé d'utiliser les modèles {{Ouvrage}}, {{Chapitre}}, {{Article}}, {{Lien web}} et/ou {{Bibliographie}}. Le mode d'édition visuel peut mettre en forme automatiquement les références.
- Insérer une infobox (cadre d'informations à droite) n'est pas obligatoire pour parachever la mise en page.

Pour une aide détaillée, merci de consulter Aide:Wikification.
Si vous pensez que ces points ont été résolus, vous pouvez retirer ce bandeau et améliorer la mise en forme d'un autre article.
Johann von Blankenfeld (Blanckenfeld, Blankenfeld, Blankenfelde), né à Berlin en 1507 et mort à Berlin le 9 octobre 1579. Il a été enterré dans sa chapelle de l'église de Nikolaikirche (Berlin). C'est un commerçant, ingénieur, et bourgmestre de la ville de Berlin de 1558 à 1571. Il était également le seigneur, des manoirs de Pankow, Blankenburg, Birkholz, Weißensee et Kaulsdorf.

## Biographie

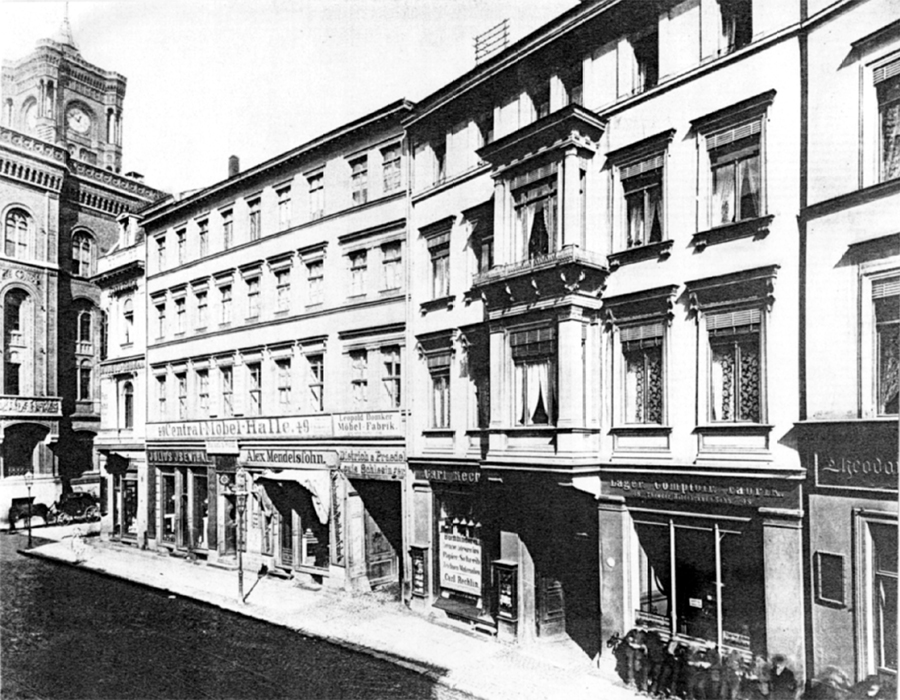
1871 Photo de la maison de la famille von Blankenfeld à Berlin. Quand elle est démolie en 1889, c'était la plus ancienne demeure de Berlin. La construction date de 1390. Elle était située au 49 rue de Spandau, entre la mairie et le marché Molkenmarkt. Johann est né et décédé dans cette maison.

Il est issu de la famille immémoriale noble von Blankenfeld qui donne, sur une période de 300 ans, sept maires à la ville de Berlin. Il est le dernier bourgmestre von Blankenfeld de la ville de Berlin,.
Johann von Blankenfeld, fils du commerçant Wilhelm II von Blankenfeld (1460-1536) et petit-fils du bourgmestre de Berlin, Thomas von Blankenfeld (1436-1504) exerçe, comme eux, une activité dans le secteur du commerce.
Sous le règne du prince électeur Joachim Ier Nestor de Brandebourg, qui régne de 1499 à 1535, il est déjà fonctionnaire des impôts à Tangermünde. Il noue bientôt des liens avec son successeur, le souverain territorial Joachim II Hector de Brandebourg. Ce dernier investit Johann à sa demande, en 1537, du transport gratuit de bois de chauffage provenant des forêts du prince électeur vers le patio situé dans son village de Weißensee. Il justifie ce geste en disant que c’est en règlement des salaires de Johann pour son activité de fonctionnaire des impôts, mais il s'agit également d'un remerciement pour les services rendus au prince électeur.
En 1544 il succède à Johann Tempelhof, décédé la même année, en tant que chef cuisinier du prince électeur. On a, à raison, à nouveau choisi un représentant de la riche bourgeoisie citadine pour occuper ce poste, ce représentant est en mesure de verser un acompte à la cour. La même année, il est nommé membre du conseil, à la demande de Joachim II Hector de Brandebourg.
Il est le seigneur, des manoirs de Pankow, Blankenburg, Birkholz, Weißensee et Kaulsdorf.
Comme nous pouvons le constater, Johann est impliqué à un haut point dans les manipulations d’argent des princes électeurs. Non seulement, l’aide financière apportée n’est remboursée que très tard, souvent qu’en partie et parfois pas du tout, mais en plus, les employés de la cour doivent parfois payer de leur personne les affaires d’argent douteuses de leurs souverains territoriaux. C'est le cas pour Johann von Blankenfeld, qui, alors qu’il se rendait, en 1544, sur le marché de noël de Leipzig, en qualité de chef cuisinier du prince électeur, pour acheter des épices et des aliments, est arrêté à cause d'une reconnaissance de dette que Joachim II Hector de Brandebourg n’avait pas respectée !

### 1558: Johann est nommé bourgmestre de Berlin. Il a l'esprit d'un chef d'entreprise
En 1558, Johann est nommé bourgmestre de Berlin. Il est un homme polyvalent dont on dit qu’il a un esprit d’entreprise . Il fait construire des bateaux avec lesquels il transporte du bois, du charbon et de la craie. Il vend et loue également des bateaux.
À sa demande, le barrage de Woltersdorf près de Berlin est rénové et une écluse construite dans la carrière, pour l'utiliser pour le transport de l'eau.
Son nom est également lié à la saunerie de Beelitz. Bien qu'au moment de la construction de la mine de sel de Beelitz, son nom n'est pas encore évoqué, Johann von Blankenfeld est bientôt considéré comme l’âme de cette entreprise, somme toute infructueuse. Comme aucun bénéfice notable ne résultait de l’extraction du sel, malgré de gros investissements, il fait venir à Beelitz, en 1548, par l’intermédiaire de son cousin, Asmus von Blankenfeld, deux « maîtres du château d’eau », les frères Claus et Hermann Hirsch, employés dans les mines impériales de Jáchymov en Bohême. Mais ils ne parviennent pas au bout de leur tâche qui consiste à bâtir quatre châteaux d’eau pour transporter l’eau salée. Johann von Blankenfeld ordonne le départ des deux frères. Ils sont privés de leur rémunération de 8 000 florins convenue. Il s'ensuit un long procès qui ne prit fin qu’en 1569 et fut réglé par un arrangement.
C’est en particulier, la construction de la première conduite d’eau de Berlin qui fait sa réputation. Appelé « château d’eau » par les contemporains, ce haut réservoir, transportait l'eau à travers des conduites en bois, jusque dans les maisons. Les participants à cette conduite d’eau coûteuse, construite par la ville de Berlin, construisent ensuite un château d’eau  et versent des contributions à la ville. Johann von Blankenfeld est également à l’origine de la construction de la première écluse de Cologne. On dit de lui :
« Au cours de sa vie il a réalisé des édifices exceptionnels aux abords des étangs, des fossés, des écluses et bien d'autres choses encore... » 
Johann est certainement le premier ingénieur de la ville de Berlin.

### 1564: Johann propose de supprimer le commerce d'usurier
Au parlement de la région en 1564, au cours duquel la noblesse et les villes doivent prendre en charge les 400 000 florins de dette des princes électeurs, il propose comme aide financière, de supprimer le commerce d’usurier, en assujettissant à un impôt les intérêts supérieurs à 5 % versés aux princes électeurs.
Il propose également de créer un impôt sur l'ensemble des marchandises importées en dehors de la région.

### 1571: Johann démissionne de son poste de bourgmestre de Berlin
En 1571 Johann est, à sa demande, relevé de ses fonctions de bourgmestre de Berlin.
Il a 64 ans et c'est un homme âgé pour cette époque. Au cours du XVIe siècle, la fonction de bourgmestre est devenue un poste fixe depuis 1442, sous Frédéric II de Brandebourg, et nécessite la confirmation des princes-électeurs.
Désormais la démission de ce poste n’est possible que sur autorisation des princes-électeurs.

### 1571: Johann à 64 ans et se marie une seconde fois
À la suite de sa démission, il se marie le 6 décembre avec Martha von Müller, originaire de Hambourg.

### 1579: Johann meurt à Berlin à l'âge de 72 ans, il est le plus important propriétaire terrien de Berlin, mais la famille von Blankenfeld perd rapidement de son importance à Berlin

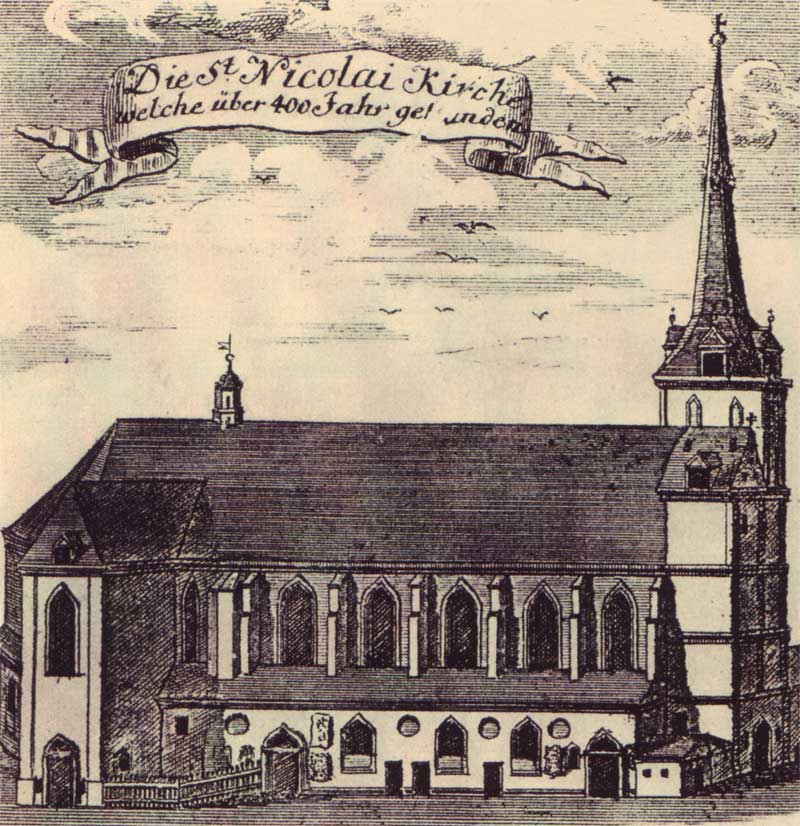
l'église de Nikolaikirche à Berlin en 1740. Johann a été enterré dans sa chapelle en 1579

Il meurt le 9 octobre 1579 à Berlin, dans la maison mère du 49 rue Spandauer. Il est inhumé dans sa chapelle située dans l'église Nikolaikircheà quelques mètres de sa maison.
Malgré les pertes financières subies à la suite des acomptes et des prêts versés aux princes électeurs, Johann ne semble pas totalement appauvri mais fortement endetté. Johann est le septième et dernier bourgmestre de Berlin issu de cette famille bourgeoise.
La famille von Blankenfeld perd, au début du XVIIe siècle, de son importance pour la ville de Berlin après la mort de Johann III. Sa descendance ne reviendra jamais aux commandes de la ville de Berlin.

### 1612: La maison des Blankenfeld, située au 49 rue Spandauer à Berlin, est vendue
Les fils issus des deux unions vendent, en 1612 , l’ancienne maison de famille des Blankenfeld située au 49 rue Spandauer à Berlin, qui a plus de trois cents ans. Ses enfants vécurent principalement dans le manoir de Weißensee , dans la pauvreté, et dans les conflits perpétuels jusqu’en 1616, date à laquelle, ils vendirent également la propriété. Deux ans plus tard, en 1618, éclatait la terrible guerre de Trente Ans.

## Mariages et descendances

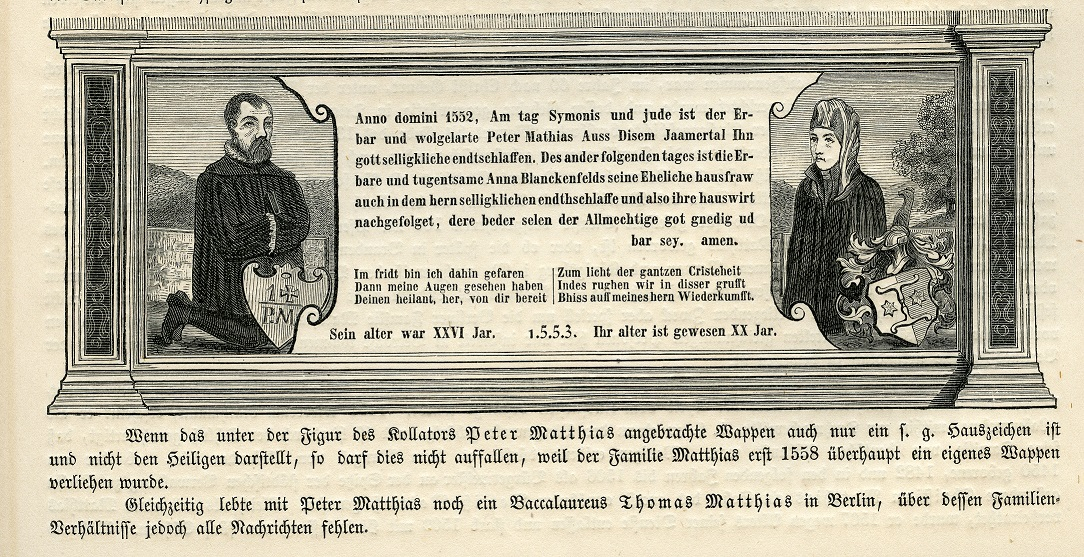
Epitaphe de Anna Magdalena von Blanckenfeld (1532-1552), et de Peter Matthias, fils de Georg Matthias, bourgmestre de Berlin. Les deux jeunes mariés sont morts de la peste en 1552

Johann se marie deux fois. 17 enfants naîtront de ces deux unions.
Le 30 août 1534 avec Dorothea von Vinzelberg. Le couple a 14 enfants mais seuls cinq fils et deux filles atteignent l'âge adulte.
- Joachim (mort en 1612) est bourgmestre de Francfort-sur-l'Oder en 1574
- Elisa (1530-1552) meurt de la peste
- Anna Magdalena (1532-1552) épouse Peter Matthias, fils du bourgmestre Georg Matthias morte de la peste en 1552 avec son mari
- Magdalena (1534-1624) épouse Heinrich Straube
- Franz II (1540-1617)
- Johann (1542-1579) dit le jeune fut secrétaire administratif de la région et de la chambre du Brandebourg. Il décède le 2 septembre 1579, peu avant le décès de son père.
- Benedict (1545-1612)

Le 6 décembre 1571, Johann a 64 ans, il se marie avec Martha von Müller, originaire de Hambourg. Le couple aura trois fils :
- Georg (1572-1628) ;
- Franz III (1573-1606) ;
- Wilhelm IV (1575-1628) se mariera deux fois, avec Anna von Theuring et avec Anna von Britzke. Ils ont 9 enfants. Wilhelm meurt de la peste. Une descendance masculine de Wilhelm IV existe toujours en 2025.

Arbre généalogique de la famille von Blankenfeld